# جغرافیای غنا

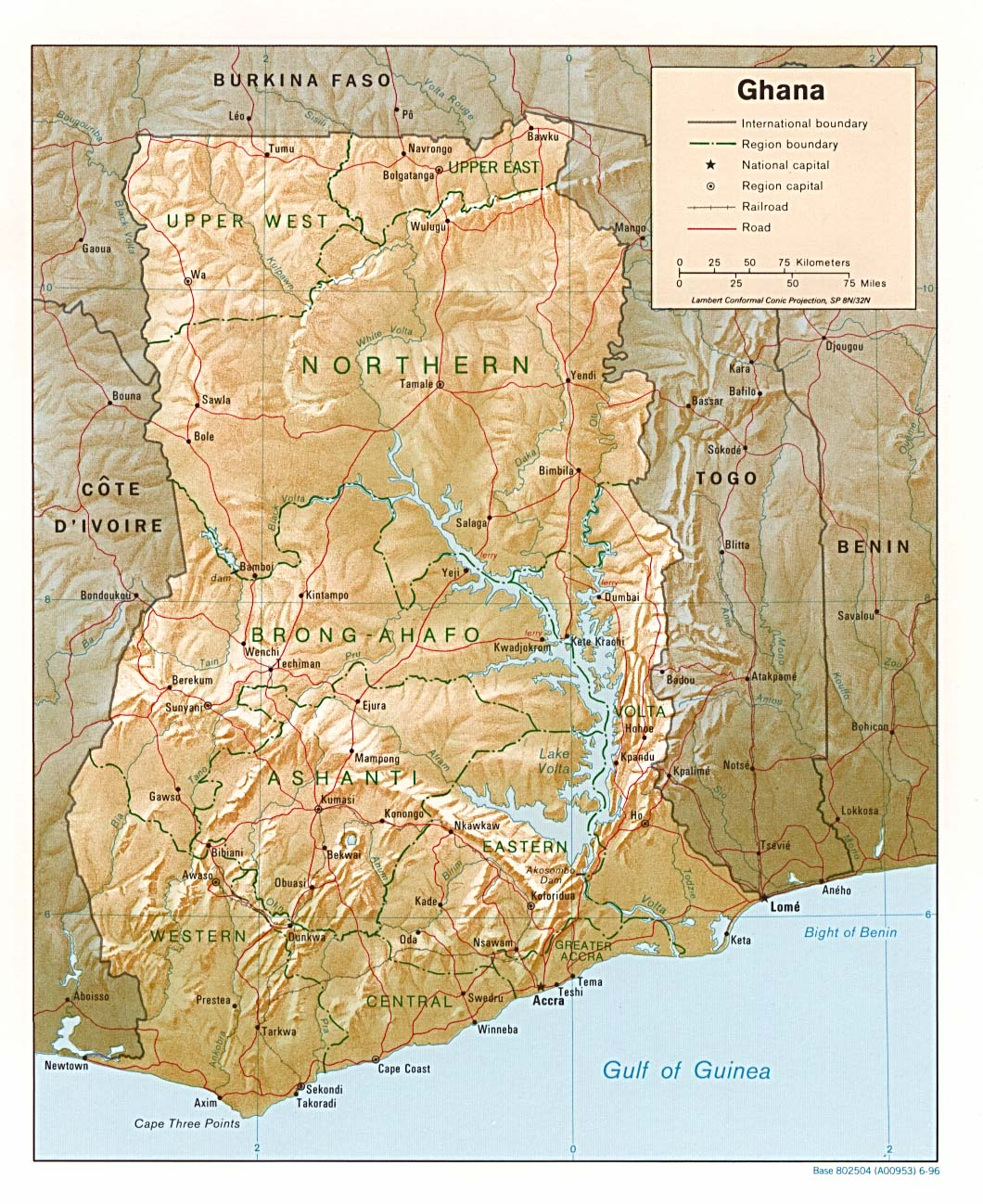
نقشه غنا

موقعیت غنا

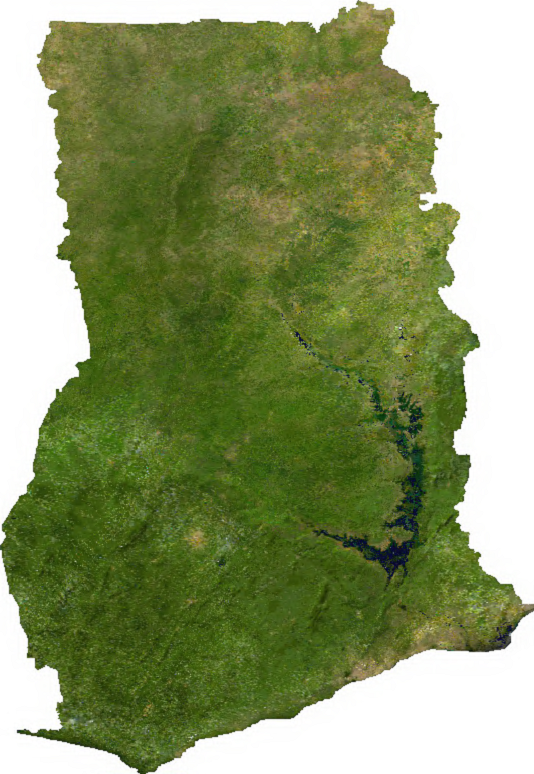
تصویر ماهواره ای غنا

جغرافیای غنا غنا یک کشور آفریقای غربی در آفریقا است، در امتداد خلیج گینه، فقط چند درجه شمال خط استوا. غنا شامل دشت‌ها، تپه‌های کم ارتفاع، رودخانه‌ها، دریاچه ولتا، بزرگترین دریاچه مصنوعی جهان، جزیره دودی و جزیره Bobowasi در سواحل جنوبی اقیانوس اطلس غنا است. غنا را می‌توان به چهار منطقه مختلف جغرافیایی تقسیم کرد.
غنا شامل دشت‌ها، تپه‌های کم ارتفاع، رودخانه‌ها، دریاچه ولتا، بزرگترین دریاچه مصنوعی جهان، جزیره دودی و جزیره بوبوواسی در جنوب اقیانوس اطلس غنا است. غنا می‌توان به چهار مختلف جغرافیایی تقسیم بومسار. خط ساحلی عمدتاً پایین، شنی ساحل با حمایت دشت‌ها و اسکراب و قطع شده توسط چند رودخانه و جریان. قسمت شمالی غنا دارای جلگه‌های مرتفع است. جنوب غربی و جنوب مرکزی غنا از یک منطقه فلات جنگلی تشکیل شده‌است ارتفاعات آشانتی و فلات کوآهو. پر از تپه Akwapim-توگو محدوده همراه شرقی غنا پیدا شده‌است مرز بین‌المللی.
حوضه ولتا طول می‌کشد تا در جنوب مرکزی غنا و بالاترین نقطه غنا است کوه Afadja است که ۸۸۵ متر (۲۹۰۴ فوت) است و در Akwapim-توگو کشف محدوده. آب و هوا گرمسیری است و کمربند ساحلی شرقی گرم و نسبتاً خشک است، گوشه جنوب غربی غنا گرم و مرطوب و شمال غنا گرم و مرطوب است. دریاچه ولتا، بزرگترین دریاچه مصنوعی جهان، از قسمتهای کوچکی از جنوب شرقی غنا امتداد یافته و بسیاری از رودخانه‌های فرعی مانند رودهای اوتی و افرام به آن می‌ریزند.
شمالی‌ترین قسمت غنا پلماکونگ و جنوبی‌ترین قسمت غنا کیپ سه نقطه نزدیک آکسیم است. غنا بین عرض جغرافیایی ۴ درجه تا ۱۲ درجه شمالی قرار دارد. غنا جنوبی شامل جنگل‌های همیشه سبز و نیمه برگریز است که شامل درختانی مانند چوب ماهون، عودوم، آبنوس است و همچنین شامل بسیاری از نخل‌های روغنی و حرا با درختان شی، بائوباب و اقاقیا است که در قسمت شمالی غنا یافت می‌شود.

## زمین غنا
این زمین شامل کوه‌های بیابانی کوچک با فلات کوآهو در منطقه جنوب مرکزی است. نیمی از غنا کمتر از ۱۵۲ متر (۴۹۹ فوت) از سطح دریا و بلندترین نقطه آن ۸۸۳ متر (۲۸۹۷ فوت) است. خط ساحلی ۵۳۷ کیلومتری (۳۳۴ مایل) عمدتاً ساحلی کم ارتفاع و شنی است که توسط دشتها و بوته‌ها پوشیده شده و توسط چندین رودخانه و نهرها قطع شده‌است، که اکثر آنها تنها با قایق‌رانی قابل کشتیرانی هستند.
یک کمربند جنگلی بارانی گرمسیری، شکافته از تپه‌های پر جنگل و بسیاری از نهرها و رودخانه‌ها، به سمت شمال از ساحل، در نزدیکی مرز ساحل عاج امتداد دارد. این منطقه که به «اشانتی» معروف است، بیشتر کاکائو، مواد معدنی و چوب غنا را تولید می‌کند. در شمال این کمربند، ارتفاع از ۹۱ تا ۳۹۶ متر (۲۹۹ تا ۱۲۹۹ فوت) از سطح دریا متغیر است و توسط بوته‌های کم ارتفاع، ساوانای پارک مانند و دشت‌های علفی پوشیده شده‌است.

## محل و تراکم
غنا، که در مرکز ساحل خلیج گینه واقع شده‌است، ۲٬۴۲۰ کیلومتر زمین با سه کشور مرز دارد: بورکینافاسو (۶۰۲ کیلومتر) در شمال، ساحل عاج (۷۲۰ کیلومتر) در غرب، و توگو (۱٫۰۹۸ کیلومتر) تا شرق. در جنوب خلیج گینه و اقیانوس اطلس قرار دارند.
جنوبی‌ترین ساحل آن در کیپ سه نقطه ۴ درجه و ۳۰ دقیقه شمال خط استوا واقع شده‌است. [۱] از اینجا، این کشور حدود ۶۷۰ کیلومتر (۴۲۰ مایل) تا حدود ۱۱ درجه شمالی به سمت داخل امتداد دارد. فاصله در وسیع‌ترین قسمت، بین طول جغرافیایی ۱ درجه ۱۲ درجه شرقی و طول جغرافیایی ۳ درجه ۱۵ دقیقه غرب، حدود ۵۶۰ کیلومتر (۳۵۰ مایل) است.
نصف النهار گرینویچ، که از طریق لندن عبور می‌کند، همچنین بخش شرقی غنا در عبور از Tema.
غنا با مساحت کل ۲۳۸٬۵۳۳ کیلومتر مربع (۹۲٬۰۹۸ مایل مربع)، تقریباً به اندازه انگلستان است.

## مسائل محیط زیستی

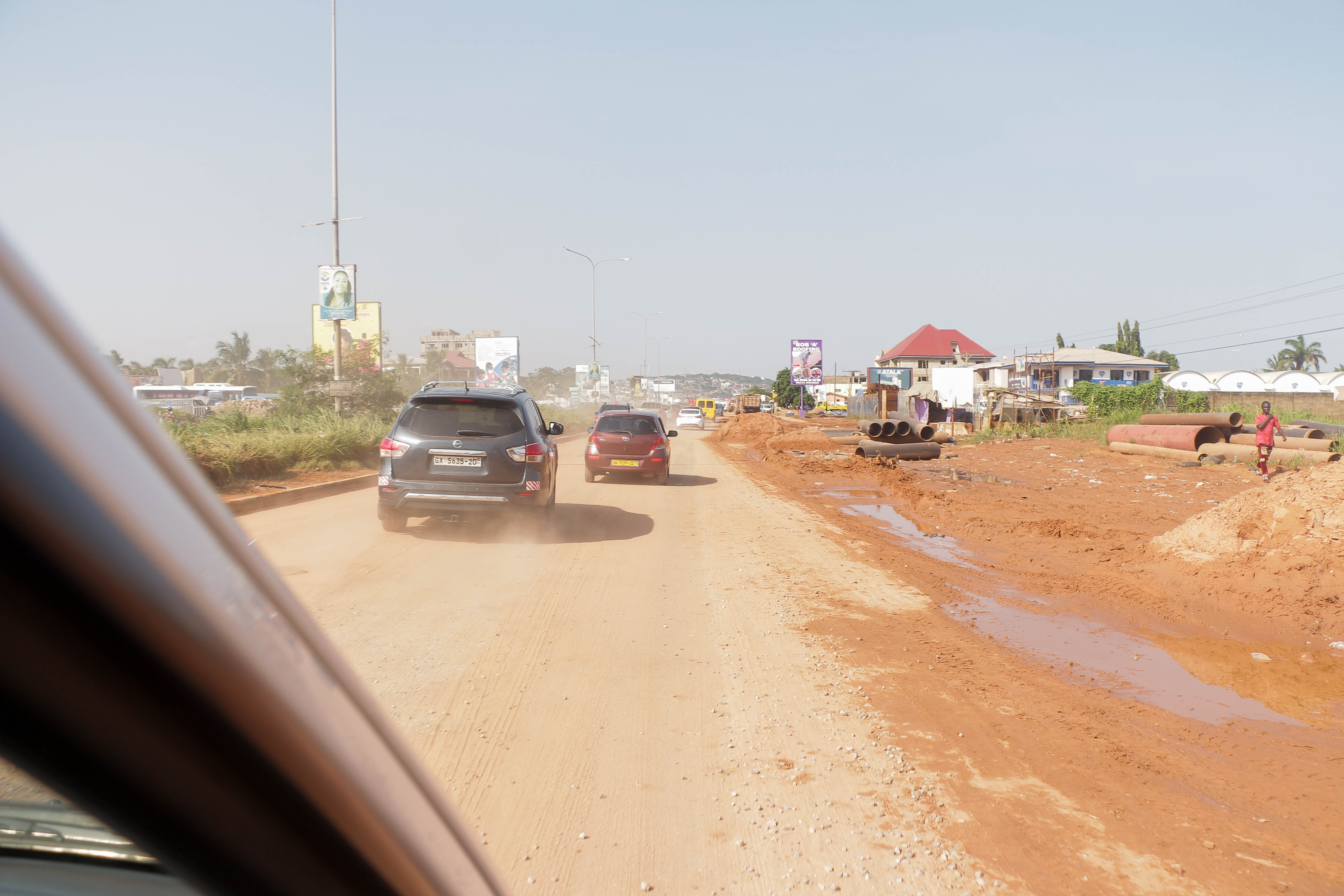
مرتبط

مسائل زیست‌محیطی شامل خشکسالی‌های مکرر در شمال، به شدت تحت تأثیر قرار فعالیت‌های کشاورزی، جنگل زدایی، چرای بیش از حد، فرسایش خاک، شکار غیرقانونی و تخریب زیستگاه جمعیت حیات وحش، آلودگی آب، و کمبود آب آشامیدنی را تهدید
موافقت نامه‌های بین‌المللی (تصویب شده):
تنوع زیستی، تغییرات آب و هوایی، بیابان زایی، گونه‌های در معرض خطر، اصلاح محیط زیست، قانون دریا، حفاظت از لایه ازن، آلودگی کشتی، چوب گرمسیری ۸۳، چوب گرمسیری ۹۴، تالاب.
موافقت نامه‌های بین‌المللی (امضا شده، اما تصویب نشده‌است)